# Cygnus falconeri
Cygnus falconeri este o lebădă dispărută, foarte mare, cunoscută din depozitele din epoca Pleistocenului mijlociu din Malta și Sicilia. Dimensiunile sale sunt descrise ca depășindu-le pe cele ale lebedei de vară cu o treime, ceea ce ar da o lungime de la cioc la coadă de aproximativ 1,90-2,10 metri (față de 1,45-1,60 metri pentru C. olor). Prin comparație cu oasele lebedelor vii, se poate estima că aceasta cântărea aproximativ 16 kg și avea o anvergură a aripilor de aproximativ 3 metri. Din cauza dimensiunilor sale, este posibil să nu fi zburat. A dispărut cu mult înainte de sosirea oamenilor în Sicilia și Malta.  Oasele sale sunt expuse la muzeul Għar Dalam din Birżebbuġa, Malta.